# David Douglas Duncan
Pour les articles homonymes, voir Duncan.
David Douglas Duncan, né le 23 janvier 1916 à Kansas City et mort le 7 juin 2018 à Grasse, est un photojournaliste de guerre américain.
Officier dans les Marines, il a couvert la guerre du Pacifique, la guerre de Corée et la guerre du Viêt Nam.
Il est célèbre par ailleurs pour ses reportages sur Pablo Picasso, Martin Gray et Henri Cartier-Bresson.

## Biographie
David Douglas Duncan est l'un des photographes les plus influents du XXe siècle, connu surtout pour ses photographies de guerre. Duncan a couvert la Seconde Guerre mondiale, la guerre de Corée et la guerre du Viêt Nam.
Duncan débuta la photo par un scoop. Il montrait une série de photos d'un client d'un hôtel en feu qui tentait à plusieurs reprises de retourner dans sa chambre. Il s'avéra que l'homme était un braqueur de banque renommé, John Dillinger, qui voulait récupérer le butin d'un vol au cours duquel il avait tué un policier. Plus tard, Duncan prendra également des clichés de la maison en feu de Martin Gray.
Après ses études universitaires, il fut officier dans le Corps des Marines et devint photographe de guerre. Après de courtes affectations en Californie et à Hawaii, il fut envoyé dans le Pacifique Sud quand les États-Unis entrèrent en guerre. Si les photographes de guerre sont souvent près de l'action, ils combattent rarement eux-mêmes. Cependant, au cours d'un bref engagement sur l'île de Bougainville, Duncan se trouva combattre contre les Japonais. Il se trouvera à bord de l'USS Missouri lors de la capitulation japonaise.
Ses photographies de guerre étaient si marquantes, qu'après la guerre, il fut engagé par Life rejoignant l'équipe de J.R. Eyerman, le photographe en chef du magazine. Durant sa période chez Life, il couvrit de nombreux évènements dont la fin de l'empire britannique des Indes et les conflits en Turquie, Europe occidentale, Afrique et Moyen-Orient. Ses photos les plus célèbres sont peut-être celles de la guerre de Corée. Il sortit une compilation de ces photos dans l'ouvrage, This Is War! publié en 1951 dont les droits d'auteurs furent versés aux veuves et orphelins des Marines morts au combat.
Il couvrit la guerre du Viêt Nam, publiant deux compilations supplémentaires I Protest! (1968) et War Without Heroes (1970). Ici, Duncan sortit de son rôle de photographe neutre et mit en question la manière dont le gouvernement américain gérait cette guerre.
En plus d'un photographe de guerre, Duncan fut un grand photojournaliste, célèbre notamment pour ses reportages sur Pablo Picasso et Martin Gray.
Il prit sa retraite sur la Côte d'Azur, au domaine de Castellaras sur la commune de Mouans-Sartoux.
David Douglas Duncan meurt à l’hôpital de Grasse des suites d’une pneumopathie, le 7 juin 2018.

## Récompenses et distinctions
- 1967 : Prix Robert Capa Gold Medal

## Publications
- Années 1950
  - (en) This is war! A Photo-narrative in Three Parts, New York, Harper & Brothers, 1951.
  - (en) The Private World of Pablo Picasso, 1958
- Années 1960
  - (en) I Protest !, 1968
  - (en) Self-Portrait : U.S.A., 1969
- Années 1970
  - (en) War Without Heroes, 1970
  - (en) The Fragile Miracle of Martin Gray,1979
- Années 1980
  - (en) Viva Picasso
- Années 2000
  - (en) Faceless. The Most Famous Photographer in the World, 2000
  - (en) Photographs Picasso, introduction par Paloma Picasso Thevenet, Mitchell Innes, 2000
  - (en) Photo Nomad (2003), National Geographic, 2007
- Années 2010
  - Ouvrage collectif de Stephanie Ansari, Philippe Forest, Tatyana Franck, Mary Alice Harper, Nikolai Japp, Markus Muller et d'Harald Theil, Picasso à l'œuvre. Dans l'objectif de David Douglas Duncan, Gallimard, 2012

### Source
- (en) Cet article est partiellement ou en totalité issu de l’article de Wikipédia en anglais intitulé « David Douglas Duncan » (voir la liste des auteurs).

### Galerie
- Photos sur le site de l'Université du Texas